# 4158 Santini
4158 Santini è un asteroide della fascia principale. Scoperto nel 1989, presenta un'orbita caratterizzata da un semiasse maggiore pari a 3,3991685 UA e da un'eccentricità di 0,0203093, inclinata di 6,19445° rispetto all'eclittica.
L'asteroide è intitolato a Giovanni Santini, astronomo, matematico e scienziato italiano.